# Lycaenopsis artinia
Lycaenopsis artinia är en fjärilsart som beskrevs av Hans Fruhstorfer 1917. Lycaenopsis artinia ingår i släktet Lycaenopsis och familjen juvelvingar. Inga underarter finns listade i Catalogue of Life.